# Trumaine Johnson
Trumaine Monte Johnson (Stockton, 1º gennaio 1990) è un giocatore di football americano statunitense che milita nel ruolo di cornerback per i New York Jets della National Football League (NFL). Al college ha giocato a football all'Università del Montana.

## Carriera professionistica

### St. Louis/Los Angeles Rams
Il 27 aprile 2012, Johnson fu scelto nel corso del terzo giro (65º assoluto) del Draft NFL 2012 dai St. Louis Rams. Nella settimana 4 contro i Seattle Seahawks Johnson mise a segno il suo primo intercetto in carriera ai danni di Russell Wilson. La sua stagione da rookie si concluse disputando tutte le 16 partite, 3 delle quali come titolare, con 31 tackle, 2 intercetti e 8 passaggi deviati.
Nella prima gara della stagione 2013, vinta in rimonta contro gli Arizona Cardinals, Johnson mise a segno un intercetto su Carson Palmer.
Nella settimana 14 della stagione 2015, Johnson intercettò un pallone di Matthew Stafford ritornandolo per 58 yard in touchdown, contribuendo ad interrompere una striscia di cinque sconfitte consecutive dei Rams. Quattro giorni dopo fece registrare il sesto intercetto dell'anno su Jameis Winston dei Buccaneers nella seconda vittoria consecutiva. La sua annata si chiuse al terzo posto nella NFL con 7 passaggi intercettati e al secondo posto in yard guadagnate su ritorno di intercetto con 136.
Il 1º marzo 2016, i Rams applicarono su Johnson la franchise tag, garantendogli un contratto di 13,952 milioni di dollari per la stagione a venire.
Nella prima gara della stagione 2017 Johnson fu premiato come miglior difensore della NFC della settimana dopo avere ritornato un intercetto su Scott Tolzien per 39 yard in touchdown ed avere forzato un fumble nella vittoria sugli Indianapolis Colts.

### New York Jets
Il 13 marzo 2018 Johnson firmò con i New York Jets.

## Palmarès
- Difensore della NFC della settimana: 1

1ª del 2017